# Attività motoria
L'Organizzazione mondiale della sanità (OMS) definisce attività motoria qualsiasi movimento corporeo prodotto dai muscoli scheletrici che richiede un dispendio energetico superiore a quello in condizioni di riposo.
In questa definizione rientrano quindi, non solo le attività sportive, ma anche l'attività di coloro che svolgono un lavoro manuale e i normali movimenti della vita quotidiana, come camminare, andare in bicicletta, ballare, giocare, fare giardinaggio e i lavori domestici. L'attività motoria, per cui, è un grande insieme che comprende lo sport, l'esercizio fisico e le altre attività quotidiane.

## Terminologia
Sulla terminologia utilizzata c'è spesso molta confusione, dettata principalmente da traduzioni alla lettera dall'inglese all'italiano. Infatti le ricerche scientifiche sono in lingua inglese e riportano spesso termini come physical activity la cui traduzione corretta è esercizio fisico (attività strutturata finalizzata al mantenimento del buono stato di salute) e non attività fisica (normali attività della vita quotidiana).
L'attività fisica viene spesso suddivisa in moderata o intensa, dove l'intensità fa riferimento al ritmo con cui l'attività stessa viene svolta. L'intensità delle diverse forme di attività motoria varia da persona a persona: a seconda dello specifico livello individuale di forma fisica, camminare velocemente, ballare o svolgere lavori domestici possono essere considerati esempi di attività fisica moderata, mentre correre, pedalare e nuotare velocemente o spostare carichi pesanti sono possibili esempi di attività fisica intensa.

## Ruolo nella prevenzione delle malattie
Il Piano d'azione globale dell'OMS per la prevenzione e il controllo delle malattie non trasmissibili 2013-2020 prevede che gli stati membri adottino e attuino "Linee guida nazionali sull’attività fisica per la salute".
L'Italia si è quindi dotata delle prime "linee di indirizzo sull’attività fisica per le differenti fasce d’età e con riferimento a situazioni fisiologiche e fisiopatologiche e a sottogruppi specifici di popolazione" redatte da un Tavolo di lavoro istituito presso la Direzione generale della Prevenzione sanitaria e approvate in Conferenza Stato-regioni il 7 marzo 2019.